# Sebastião Lazaroni
Pour les articles homonymes, voir Lazaroni.
Sebastião Barroso Lazaroni, né le 25 septembre 1950 à Muriaé (Brésil), est un entraîneur de football brésilien. 

## Biographie
Vainqueur de trois Championnats Carioca successifs avec Flamengo (1986, 1987) et Vasco de Gama (1988), Sebastião Lazaroni devient entraîneur de la sélection brésilienne en 1989. Il remporte la Copa América 1989 organisée au Brésil.
Il reste célèbre pour avoir voulu appliquer un schéma en 3-5-2 et un libéro à la Seleção lors de la Coupe du monde 1990. Cette expérience se traduit par un échec. Le Brésil est éliminé par l'Argentine dès les huitièmes de finale et Lazaroni est remercié.
Son bilan à la tête de la Séléçao est de 35 matches, 21 victoires, 7 matches nuls et 7 défaites.
Par la suite, il devient entraîneur au Brésil mais aussi dans de nombreux autres pays (Italie, Arabie saoudite, Mexique, Turquie, Chine, Jamaïque, Japon, Koweït).
Le 8 août 2011, il est nommé sélectionneur du Qatar en remplacement du Serbe Milovan Rajevac. Il est démis de ses fonctions en décembre 2011.

## Carrière
- 1984-1986 : Flamengo ( Brésil)
- 1987-1988 : Vasco da Gama ( Brésil)
- 1988 : Al Ahli SC ( Arabie saoudite)
- 1988 : Grêmio ( Brésil)
- 1989 : Paraná ( Brésil)
- 1989-1990 : Équipe nationale du  Brésil
- 1990-1992 : Fiorentina ( Italie)
- 1992-déc. 1992 : AS Bari  Italie
- jan. 1993-1993 : Al Hilal Riyad ( Arabie saoudite)
- 1993-déc. 1993 : FC León ( Mexique)
- 1994 : Vasco da Gama ( Brésil)
- 1996-1997 : Fenerbahçe ( Turquie)
- 1999 : Shanghai Shenhua ( Chine)
- mars 2000-juil. 2000 : Équipe nationale de  Jamaïque
- 2000-2001 : Botafogo ( Brésil)
- 2001-2002 : Yokohama Marinos ( Japon)
- 2003-2004 : Al Arabi (Koweït)
- juil. 2004-juil. 2005 : Équipe nationale de  Jamaïque
- 2005-2006 : Juventude ( Brésil)
- 2006-2007 : Trabzonspor ( Turquie)
- 2007-2008 : CS Maritimo  Portugal
- 2008-2011 : Qatar SC  Qatar
- 2011-2011 :  Qatar

## Titres
- 1986 : Championnat Carioca (Flamengo)
- 1987 : Championnat Carioca (Vasco de Gama)
- 1988 : Championnat Carioca (Vasco de Gama)
- 1989 : Copa América (Équipe du Brésil)
- 1992 : J. League Cup (Yokohama Marinos)
- 1995 : Coupe d'Arabie saoudite (Al Hilal Riyad)